# ギデオン・レヴィ

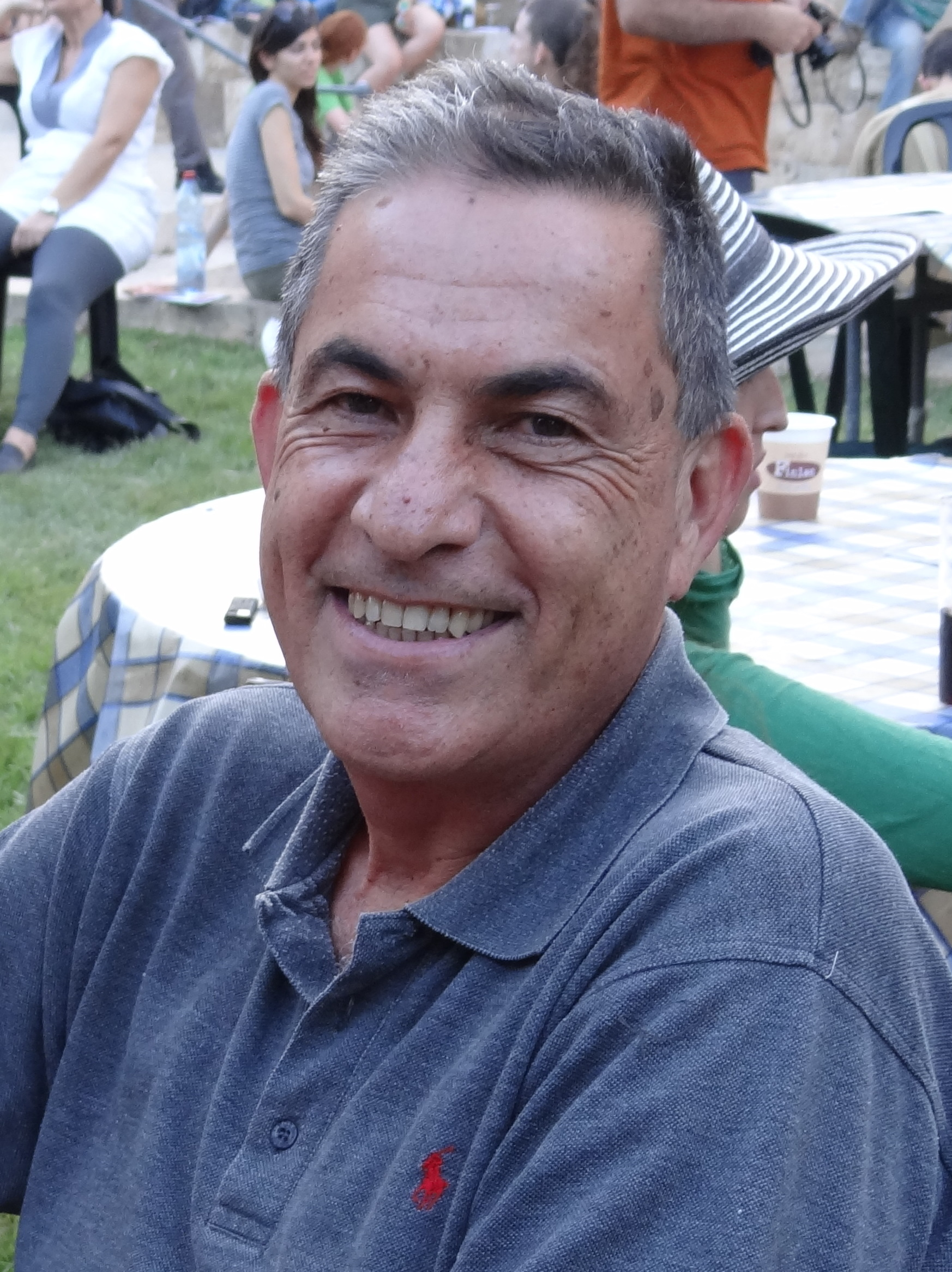
ギデオン・レヴィ

ギデオン・レヴィ（ヘブライ語: גדעון לוי、Gideon Levy、1953年 – ）は、イスラエルのジャーナリスト。テルアビブ大学大学院政治学科修了。

## 来歴
1953年、ドイツ系ユダヤ人の子として、建国間もないイスラエルのテルアビブで生まれた。
1974年、レヴィはイスラエル国防軍のラジオ番組（通称：ガラッツ）のレポーターになる。
1978年から1982年まで、当時イスラエル労働党党首であったシモン・ペレスをサポートするために働いた。
1983年からイスラエル大手紙「ハアレツ」に寄稿を始める。そして、1988年から連載が始まった自身のコラム「トワイライト・ゾーン」が国内外で大きな反響を呼ぶ。内容は、イスラエルに占領されているパレスチナへ焦点を当てるものであった。これは画期的な試みと見られ、2003年にレヴィはライプツィヒ・メディア・アワードを受賞している。この他にも賞をいくつか受賞した。
2012年現在も、ハアレツを中心に寄稿やメディア出演を続け、ジャーナリストとして活動している。

## 主義主張と評価
レヴィは自身を「愛国的なイスラエル人」と定義している。しかし、彼はイスラエル政府が推進するパレスチナへの入植や隣国であるレバノンとの紛争には批判的なスタンスを取っている。ただ、彼はイスラエル産品ボイコット運動にも批判的である。
そのリベラルな主義主張から、レヴィの批判者たちは「ハマースの支援者」「パレスチナの過激主義の支持者」などとレヴィを批判している。このように、レヴィはイスラエル国内で物議を醸す存在であり続けている。